# Дьяконов, Кирилл Николаевич
Кири́лл Никола́евич Дья́конов (род. 20 сентября 1941, Москва) — российский физико-географ, ландшафтовед, заведующий кафедрой физической географии и ландшафтоведения географического факультета Московского государственного университета имени М. В. Ломоносова (с 1988). Доктор географических наук (1985), профессор (1985), заслуженный профессор МГУ (2007), член-корреспондент РАН (2003). Заслуженный географ Российской Федерации (2024). Член Ученого совета и Совета старейшин Русского географического общества.

## Биография
Окончил Салтыковскую среднюю школу № 2 Балашихинского района Московской области (1958). В том же году поступил на географический факультет МГУ им. М. В. Ломоносова, в 1963 году окончил факультет по специальности физическая география.
Работал в Институте географии АН СССР, в 1971 году перешёл на кафедру физической географии СССР МГУ, в 1988 году возглавил кафедру физической географии СССР (в 1992 году кафедра преобразована в кафедру физической географии и ландшафтоведения). Кандидат географических наук (1968, тема диссертации «Влияние существующих и проектируемых равнинных водохранилищ на произрастание прибрежных лесов»), в 1984 году защитил докторскую диссертацию на тему «Физико-географический анализ зон влияния гидротехнических систем (на примерах водохранилищ ГЭС и осушительных мелиорации лесной зоны)». Развивает направление геофизики ландшафтов.
В 2003 году избран членом-корреспондентом Российской академии наук. В 2024 присвоено звание Заслуженный географ Российской Федерации.

## Труды
- Дьяконов К. Н. Влияние крупных равнинных водохранилищ на леса прибрежной зоны. — Л.: Гидрометеоиздат, 1975. — 128 с.
- Вендров С. Л., Дьяконов К. Н. Водохранилища и окружающая природная среда. — М.: Наука, 1976. — 136 с. — (Человек и окружающая среда).
- Дьяконов К. Н. Геофизика ландшафтов: Метод балансов : Учеб.-метод. пособие / Науч.-метод. каб. по заоч. и веч. обучению МГУ им. М. В. Ломоносова. — М.: Изд-во МГУ, 1988. — 96 с. — ISBN 5-211-00267-9.
- Пузаченко Ю. Г., Дьяконов К. Н. и др. Животное население островов юго-западной Океании: (Эколого-географическое исследование) / Ю. Г. Пузаченко, С. И. Головач, Г. М. Длусский и др.; Отв. ред. В. Е. Соколов; Рос. АН, Ин-т эволюц. морфологии и экологии животных им. А. Н. Северцова. — М.: Наука, 1994. — 256 с. — ISBN 5-02-005733-9.
- Дьяконов К. Н., Аношко B.C. Мелиоративная география: Учебник для вузов. — М.: Изд-во МГУ, 1995. — 256 с.
- Дьяконов К. Н., Касимов Н. С., Тикунов B. C. Современные методы географических исследований : Кн. для учителя. — М.: Просвещение : АО «Учеб. лит.», 1996. — 208 с. — ISBN 5-09-004567-4.
- Ландшафтная школа Московского университета: традиции, достижения и перспективы / Под ред. К. Н. Дьяконова и И. И. Мамай. — М., 1999.
- Дьяконов К. Н., Дончева А. В. Экологическое проектирование и экспертиза: Учебник для вузов. — М.: Аспект Пресс, 2002. — 384 с.
- Пузаченко Ю. Г., Дьяконов К. Н., Алещенко Г. М.  Разнообразие ландшафта и методы его измерения // География и мониторинг биоразнообразия. — М., 2002. — 432 с.
- Введение в географию: Семинарские и практические занятия / Под ред. К. Н. Дьяконова и Г. И. Гладкевич. — 2-е изд., перераб. и доп. — М., 2004.
  - Практические и семинарские занятия по курсу «Введение в географию» / Под ред. К. Н. Дьяконова, Г. И. Гладкевич. — (1-е изд.). — М., 1997.
- География, общество, окружающая среда. Т. II. Функционирование и современное состояние ландшафтов / Под ред. К. Н. Дьяконова, Э. П. Романовой. — М., 2004.
- Ландшафтоведение: теория, методы, региональные исследования, практика. Материалы XI Международной ландшафтной конференции / Отв. ред. К. Н. Дьяконов. — М., 2006.

## Награды и премии
- Премия Ленинского комсомола
- Почётная грамота Русского географического общества (2023)
- Заслуженный географ Российской Федерации (2024)[3]